# Xian de Yengisar
Cette page contient des caractères spéciaux ou non latins. S’ils s’affichent mal (▯, ?, etc.), consultez la page d’aide Unicode.
Le xian de Yengisar (英吉沙县 ; pinyin : Yīngjíshā Xiàn ; ouïghour : يېڭىسار ناھىيىسى / Yengisar Nahiyisi) est un district administratif de la région autonome du Xinjiang en Chine. Il est placé sous la juridiction de la préfecture de Kachgar. C'est à Yengisar que sont fabriqués les couteaux traditionnels ouïghours.

## Démographie
La population du district était de 214 876 habitants en 1999.